# 毛鄂拉拉藤
毛鄂拉拉藤（学名：Galium hupehense var. molle）为茜草科拉拉藤属下的一个变种。

## 扩展阅读
- 維基物種上的相關：毛鄂拉拉藤